# Epos o Gilgamešovi (oratorium)
Epos o Gilgamešovi (H 351) (anglicky The Epic of Gilgamesh) je vokální dílo Bohuslava Martinů, oratorium pro sóla, smíšený sbor a orchestr.

## Námět

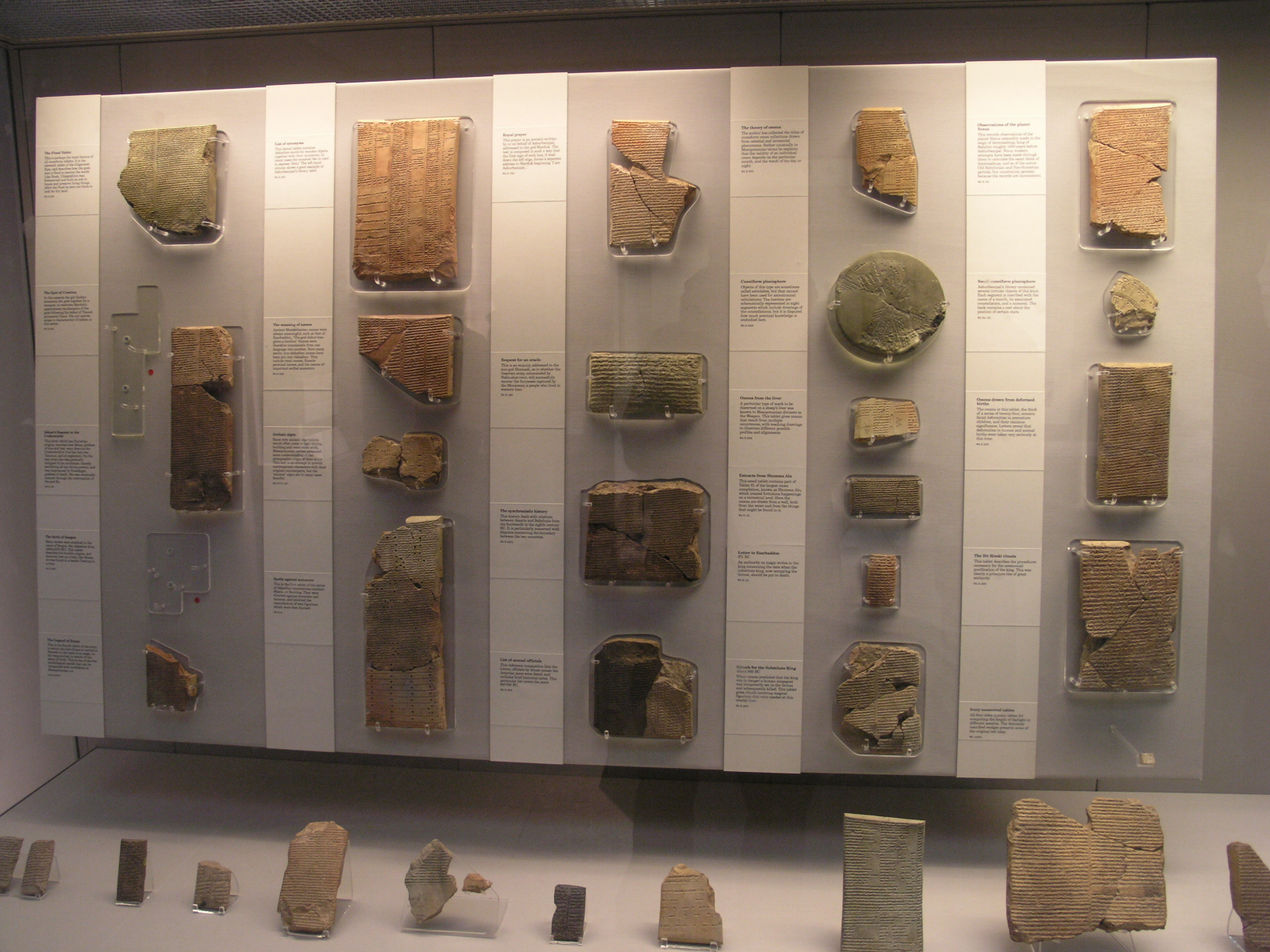
Originál textu eposu

Epos o Gilgamešovi pochází z dob počátku Babylónie, postupně se šířil po mnohá staletí ústním podáním a tím vzniklo více verzí. Nejznámější písemný zápis tohoto sumerského eposu byl objeven na známých 12 novoasyrských tabulkách z asi 7. století př. n. l., z období konce této říše. Epos se dochoval i v jiných verzích (chetitskou rozluštil český orientalista Bedřich Hrozný) a ve své době měl vliv na další, často mnohem závažnější literární díla vzniklá později, včetně Bible. Je to nejstarší dochovaná slovesná památka lidstva.

## Dílo
Skladba, jejíž provedení trvá 50 minut, má tři části:
1. Gilgameš
2. Smrt Enkiduova
3. Vzývání (Invokace)

Dílo vzniklo na popud dirigenta Paula Sachera a je věnováno jeho ženě Maje Sacherové. Skladba měla pod jeho dirigováním premiéru 23. ledna 1958 v Basileji ve Švýcarsku.
Bohuslav Martinů použil při kompozici svého díla anglický překlad z asyrštiny, který roku 1930 dokončil britský archeolog Reginald Campbell Thompson.
- Úvodní část skladby vypráví o všemocném a nelítostném Gilgamešovi, vládci Uruku, a o stvoření přírodního muže Enkidua. Ten žije pospolu se zvěří do doby než je sveden nevěstkou, ta jej odvádí do Uruku aby se jako sok postavil Gilgamešovi.
- Ve druhé části skladby se Gilgameš a Enkidu po vzájemném měření sil stanou přátelé. Bohužel Enkidu z vůle bohů onemocní a umírá.
- Závěrečná část díla popisuje, jak Gilgameš vyvolá Enkiduova ducha. Oba přátelé pak spolu vedou filosofický dialog o pozemském a posmrtném životě, přičemž mocný vládce a tyran zpytuje své svědomí.

Zpracování toho díla je považováno za geniální. Výbornému výsledku zajisté napomohla i skutečnost, že Bohuslav Martinů se velmi zajímal o hudební formy raného baroka, kdy obdobná témata byla často zhudebňována. Uplatnění recitace zde není jen podání pomocné ruky posluchači, ale umocňuje citlivě a vkusně vlastní příběh. Je patrno, že autor musel nelehký text dlouho studovat.

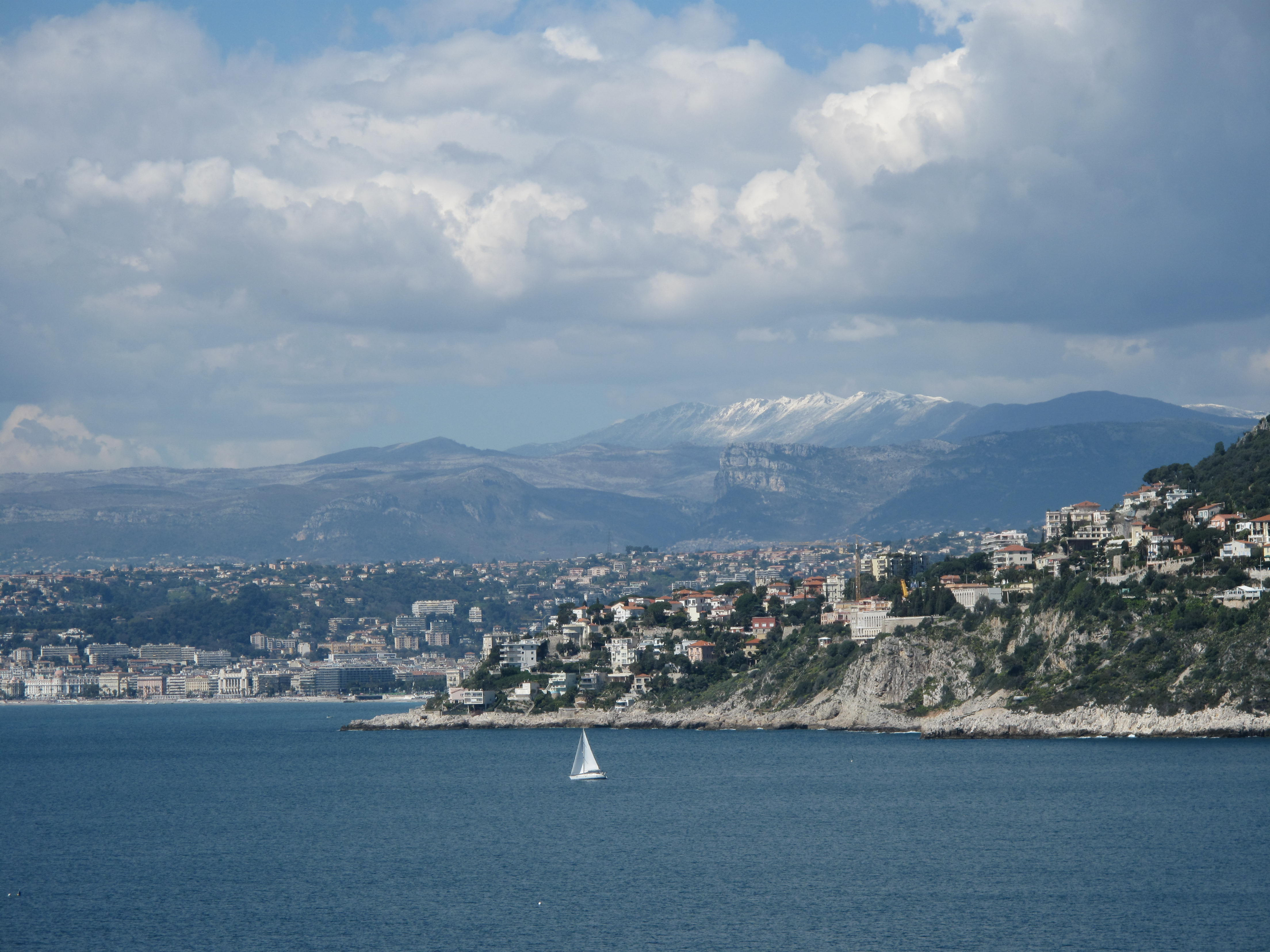
Nice, Mont Boron

Toto dílo bylo napsáno počátkem roku 1955, kdy autor žil ve francouzském Nice a prožíval produktivní období ve kterém vytvářel hudební díla, kterými se svým "českým" laděním vracel do staré vlasti. Je pozoruhodné, že právě tehdy dokázal zkomponovat monumentální skladbu, na základě tajemné a vzrušující prastaré předlohy, v jejíž melodii nejsou žádné připomínky "češství". Za pár měsíců po Eposu o Gilgamešovi dohotovil ryze "českou", na opuštěnou vlast vzpomínající kantátu Otvírání studánek.
Nejznámější nahrávka Eposu o Gilgamešovi je z roku 1976, kdy byl nahrán Symfonickým orchestrem hlavního města Prahy FOK a Pražským filharmonickým sborem a sólisty za řízení Jiřího Bělohlávka. Nově ji vydal na CD Supraphon v roce 2007.

## Vydání
V roce 2014 vyšlo oratorium Epos o Gilgamešovi jakožto první svazek Souborného vydání děl Bohuslava Martinů ve vědecko-kritické edici Aleše Březiny (Institut Bohuslava Martinů). Skladbu vydalo vydavatelství Bärenreiter, svazek získal v roce 2016 na Hudebním veletrhu ve Frankfurtu nad Mohanem cenu Německé asociace hudebních vydavatelů (Deutscher Musikverleger-Verband) German Music Edition Prize (Best Edition) za nejlepší hudební vydání, porota vybírala z 74 publikací.